# Alcoolature

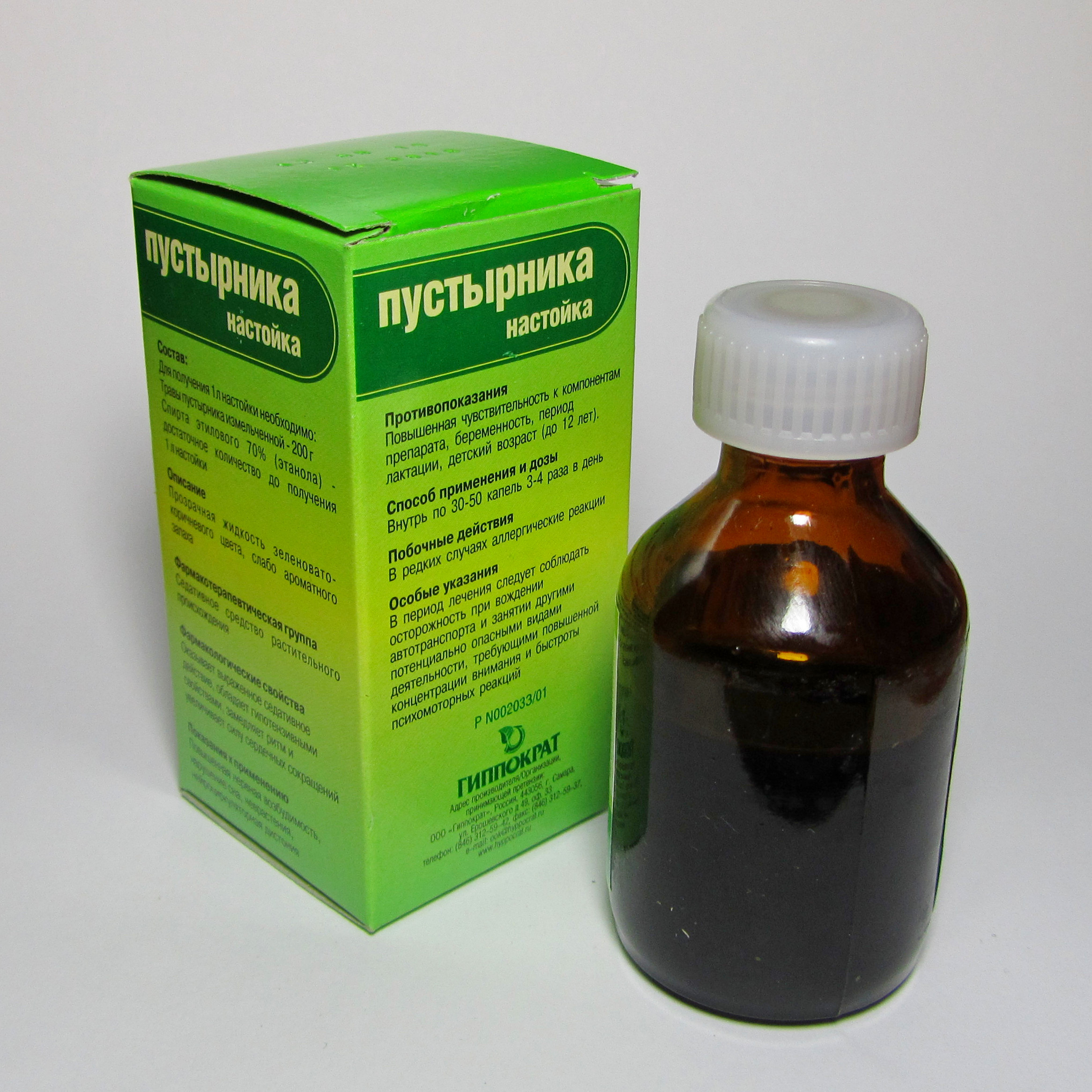
Alcoolature

Ne doit pas être confondu avec Teinture officinale ou Alcoolat.
 (novembre 2009).
Si vous disposez d'ouvrages ou d'articles de référence ou si vous connaissez des sites web de qualité traitant du thème abordé ici, merci de compléter l'article en donnant les références utiles à sa vérifiabilité et en les liant à la section « Notes et références ».
L'alcoolature est une préparation liquide résultant de l'extraction d'une substance végétale ou animale dans un solvant hydro-alcoolique.
Ce type de préparation permet l'extraction de principes actifs spécifiques, et s'utilise généralement en phytothérapie.
En France, l'alcoolature est légalement considérée comme un complément alimentaire.

## Principe
La réalisation consiste à faire macérer une substance fraîche dans un volume de solvant hydro-alcoolique (mélange d'eau et d'éthanol) durant plusieurs semaines.
Afin de favoriser le contact entre le solvant et les substances à dissoudre, la substance peut être fractionnée, et mélangée régulièrement durant la macération.
Après la macération, le mélange est pressé puis filtré, pour récupérer le solvant qui constitue alors l'alcoolature.

### Titre alcoolique
Le choix du titrage alcoolique du solvant est crucial, car il permet de cibler les éléments chimiques que l'on souhaite extraire. Plus la teneur en alcool est élevée, plus les éléments apolaires sont dissout. Inversement, les éléments plus polaires, solubles dans l'eau, seront d'autant plus facilement extraits que le taux d'alcool est bas.
Cette forme d'extraction est donc notamment adaptée pour extraire des composées apolaires. D'autres méthodes d'extractions seront utilisées pour l'extraction de substances polaires (infusion de tisanes dans l'eau) ou d'huiles essentielles (distillation par entrainement à la vapeur) par exemple.
On étudie donc la polarité des éléments ciblés pour en déduire le taux d'alcool adapté à leur dissolution.
L'Agence Nationale de Sécurité du Médicament décrit la préparation de nombreuses teinture-mères , et notamment les titres alcooliques, qui sont souvent compris entre 40 et 65°v/v.

### Perte d'eau à la dessiccation
L'utilisation de substance fraîche oblige à prendre en compte la quantité d'eau présente dans la matière de départ. En effet cette eau s'ajoute au solvant et modifie considérablement le titrage alcoolique. Une plante peut par exemple contenir de 60 à 90% d'eau. La réalisation et la pesée d'échantillons de dessiccation est donc nécessaire pour déterminer la quantité d'eau de la matière fraîche, et la soustraire de la quantité d'eau à ajouter au solvant afin d'atteindre le taux souhaité.

## Qualités

### En herboristerie familiale
On utilise généralement des alcools disponibles dans le commerce, avec des taux souvent trop faibles pour pouvoir réaliser des alcoolatures aux taux nécessaires. De la même manière, le dosage entre la matière et le solvant n'est souvent pas précisé. La recette consiste donc souvent à couvrir les plantes d'un alcool neutre le plus fort possible, sans calculs ni pesées.
On peut aussi trouver de nombreuses équivalences génériques et approximatives, préconisant x unités d'alcool pour 1 unité de substance. Les différences de taux d'humidité rendent cependant délicate l'application de ces principes à toutes les substances.
Ces préparations se rapprochent donc souvent de simples infusions dans l'alcool, qui peuvent être efficaces mais dont les dosages restent souvent approximatifs.

### Production professionnelle
Les alcoolatures disponibles dans le commerce sont fabriqués à partir d'alcool éthylique dit "purs", à 96°.
Les professionnels respectent en principe les titres alcoolique préconisés par l'ANSM, le bon dosage de plante et de solvant, effectue des vérifications sur échantillons de dessiccation, mais la qualité des produits peut fortement varier en fonction des filières.

### Enjeux
La qualité de la préparation est primordiale pour l'usager et le thérapeute, qui s'appuient sur des usages et de posologies qui ne sont valables que lorsque le produit correspond à ce qui est attendu par la pharmacopée.
Il est donc nécessaire de se renseigner sur les modes de fabrication du produit auprès des producteurs et fabricants.
Dans l'idéal, l’étiquetage du produit doit préciser le titre alcoolique final du solvant, ainsi que la quantité de plante fraîche par volume de produit, ce qui permet de comparer les dosages.

## Confusion des termes
L'alcoolature désigne une préparation à base d'une substance fraîche.
La préparation de la teinture mère est identique, mais ce terme décrit le produit utilisé comme base de dilution des préparations homéopathiques.
On peut considérer que l'alcoolature a vocation à être commercialisée et consommée directement (voir Usage et utilisation), alors que l'ANSM définit les teintures-mères sous la forme de "souches pour préparations homéopathiques" qui sont donc destinées à être diluées avant mise sur le marché. 
Le terme de teinture, quant à lui, se rattache aux préparations à base de substance sèche.

## Usage et utilisation
L'alcoolature se présente sous la forme liquide, généralement dans un flacon en verre avec un compte goutte.
On l'utilise en diluant un nombre de goutte défini dans un verre d'eau, en une ou plusieurs prises par jour, souvent en cure de plusieurs jours.
La dilution dans l'eau n'a pour seul objet que de couper l'alcool souvent très élevé de la préparation (cette dilution ne s'apparente pas aux dilutions homéopathiques).
Les posologies dépendent des substances, des usages et des effets recherchés.